# Abia (mitologia)
Nella mitologia greca, Abia (in greco antico: Ἀβία) era il nome di una delle figlie di Eracle.

## Il mito
Abia, figlia dell'eroe greco Eracle, creò un tempio che dedicò poi a suo padre. La città, chiamata Ira (sul golfo messenico), dove il tempio venne eretto fu una delle sette città che Agamennone promise ad Achille come compenso per Briseide.

### Moderna
- Anna Maria Carassiti, Dizionario di mitologia classica, Roma, Newton, 2005, ISBN 88-8289-539-4.